# The Reason (canción de Hoobastank)
«The Reason» (en español: «La razón») es el título de una power ballad interpretada por la banda estadounidense de post-grunge Hoobastank, incluida en su segundo álbum de estudio, The Reason (2003).La canción fue escrita por Douglas Robb y producida por Howard Benson, Se lanzó el 5 de enero de 2004 por la empresa discográfica Island Records como el segundo sencillo del álbum. La canción se convirtió en un éxito comercial, llegando al número 2 en el Billboard Hot 100, y número 1 en Modern Rock Tracks. Además, llegó a listas en México e Italia. Estuvo nominada para el Premio Grammy a la mejor canción del año en la 47°. edición anual de los premios Grammy. Y ganó el MTV Video Music Awards Japan por mejor vídeo de rock en 2005.
«The Reason» también fue versionada por el cantante Tom Jones. 
Existe también una versión remezclada para las radios. Una versión acústica es presentada en el álbum de Hoobastank The Greatest Hits: Don't Touch My Moustache.
La canción aparece en los juegos de karaoke SingStar Pop y Karaoke Revolution Volume 3.
La canción apareció en Friends en el episodio especial «The One with All the Other Ones (Part 2)», y también en la Serie Smallville en el capítulo 11 de la tercera temporada "Borrar" Dando a entender el arrepentimiento de Chloe con Clark. Además es incluida en la última escena y los créditos finales del primer capítulo «The Birds Don't Sing, They Screech in Pain»  de la serie Beef (serie de televisión)
Esta es la única canción de Hoobastank en ser considera pop rock, las otras canciones de la banda siempre han sido consideradas post grunge o rock alternativo.

## Vídeo musical
El vídeo está dirigido por Brett Simon y se centra en los integrantes de la banda, los cuales llevan a cabo el robo de una joya (un rubí) de una casa de empeños; pero los hechos no son suficientemente claros durante el desarrollo del vídeo. Al comienzo del vídeo, una chica es atropellada por un auto y parece ser un punto a favor para el crimen. Después del "accidente", mientras la atención de todos se desvía hacia la chica, los miembros de la banda llevan a cabo el atraco. Luego se conoce que ella formaba parte de la operación, al simular el atropello; mientras se levanta y se va con un cómplice en una moto. El presunto propietario de la casa de empeño muestra una mirada de comprensión, y la canción termina con la banda admirando su nueva adquisición, sosteniéndolo a la luz y proyectando una luz roja en el techo. La víctima del "accidente" también está presente. Luego escuchan las sirenas de la policía desde lo alto, y el vídeo se desvanece.
Su vídeo "Same Direction" se destina a una secuela y una precuela del vídeo de "The Reason" y otros detalles de las funciones de la banda, como también muestra el problema que traen en hacer cumplir la ley.

## Posicionamiento en listas y certificaciones
| País            | Lista (2004)           | Posición máxima |
| --------------- | ---------------------- | --------------- |
| Alemania        | Media Control AG       | 15              |
| Australia       | ARIA Singles Chart     | 7               |
| Austria         | Ö3 Austria Top 75      | 5               |
| Bélgica         | Ultratop 50 flamenca   | 12              |
| Bélgica         | Ultratop 50 valona     | 7               |
| Bolivia         | Bolivia (Notimex)      | 4               |
| Canadá          | Canadian Singles Chart | 29              |
| Dinamarca       | Tracklisten            | 20              |
| Ecuador         | Ecuador (Notimex)      | 1               |
| El Salvador     | El Salvador (Notimex)  | 3               |
| Estados Unidos  | Billboard Hot 100      | 2               |
| Estados Unidos  | Adult Contemporary     | 17              |
| Estados Unidos  | Adult Top 40 Tracks    | 1               |
| Estados Unidos  | Mainstream Rock Tracks | 4               |
| Estados Unidos  | Modern Rock Tracks     | 1               |
| Estados Unidos  | Top 40 Mainstream      | 1               |
| Europa          | European Hot 100       | 4               |
| Irlanda         | Irish Singles Chart    | 35              |
| Italia          | FIMI Singles Chart     | 1               |
| Japón           | Japan Hot 100          | 79              |
| México          | Mexican Singles Chart  | 1               |
| Noruega         | VG-lista               | 9               |
| Nueva Zelanda   | NZ Top 40 Singles      | 5               |
| Países Bajos    | Dutch Top 40           | 9               |
| Reino Unido     | UK Singles Chart       | 12              |
| Reino Unido     | UK Rock Chart          | 1               |
| República Checa | Rádio Top 100          | 56              |
| Suecia          | Sverigetopplistan      | 8               |
| Suiza           | Swiss Singles Chart    | 6               |

| País           | Lista (2004)            | Posición | Ref.   |
| -------------- | ----------------------- | -------- | ------ |
| Australia      | ARIA Singles Chart      | 58       | [ 24 ] |
| Austria        | Austrian Singles Chart  | 31       | [ 25 ] |
| Bélgica        | Ultratop flamenca       | 97       | [ 26 ] |
| Bélgica        | Ultratop valona         | 55       | [ 27 ] |
| Estados Unidos | Billboard Hot 100       | 6        | [ 28 ] |
| Nueva Zelanda  | Official NZ Music Chart | 43       | [ 29 ] |
| Países Bajos   | Nederlandse Top 40      | 28       | [ 30 ] |
| Suiza          | Schweizer Hitparade     | 44       | [ 31 ] |

### Certificaciones
| País           | Organismo certificador | Certificación | Simbolización | Ventas  | Ref.   |
| -------------- | ---------------------- | ------------- | ------------- | ------- | ------ |
| Australia      | ARIA                   | Oro           | ●             | 35 000  | [ 32 ] |
| Estados Unidos | RIAA                   | Oro           | ●             | 500 000 | [ 33 ] |

## Versiones
- Tom Jones cantó The Reason el 22 de febrero de 2007 en XLVIII Festival Internacional de la Canción de Viña del Mar
- La banda británica The Reason4 han grabado la canción para su álbum debut con el conjunto de un set álbum del lanzamiento de 2011.
- The Reason fue cantada por Heather Headley en 2012 su álbum Only One in the World.
- El grupo irlandés Westlife grabó una versión de "The Reason" para su disco Gravity del año 2010.
- Realizaron una versión latina junto al venezolano Jhonatan Moly.